# Pedicellina hispida
Pedicellina hispida är en bägardjursart som beskrevs av Ryland 1965. Pedicellina hispida ingår i släktet Pedicellina och familjen Pedicellinidae. Inga underarter finns listade i Catalogue of Life.